# Constance Bache
Constance Bache (11 de marzo de 1846 – junio de 1903) fue una compositora, pianista, traductora y profesora inglesa.

## Biografía
Constance Bache nació el 11 de marzo de 1846 en Edgbaston, un distrito de la ciudad inglesa de Birmingham. Era hija de Samuel Bache, un ministro unitariano en la iglesia del Mesías de la ciudad; James Martineau era tío materno suyo. Después de recibir lecciones de su hermano Walter, estudió en el Conservatorio de Múnich y posteriormente con Karl Klindworth y Fritz Hartvigson. Tras una lesión en su mano derecha, Constance abandonó la representación pública, a excepción de conciertos ocasionales en su ciudad natal. En 1883, se trasladó a Londres, donde comenzó a impartir clases y a escribir, especialmente realizando traducciones desde el alemán al inglés y inglés al español.  

## Traducciones hechas al español
- Un marido ideal de Oscar Wilde, publicada la traducción en Reino Unido 1898
- El amigo fiel de Oscar Wilde, publicada la traducción en Reino Unido 1899